# Jodis angulata
Jodis angulata är en fjärilsart som beskrevs av Inoue 1961. Jodis angulata ingår i släktet Jodis och familjen mätare. Inga underarter finns listade i Catalogue of Life.